# ガイウス・クラウディウス・カニナ
ガイウス・クラウディウス・カニナ（Gaius Claudius Canina）は共和政ローマのプレブス（平民）出身の政治家・軍人。紀元前285年と紀元前273年に執政官（コンスル）を務めた。

## 出自
クラウディウス氏族の出身。クラウディウス氏族にはパトリキ（貴族）系もあるが、カニナのコグノーメン（第三名、家族名）を名乗っているものの、プレブス系の有力家族であるマルケッルス家の一員で、父は紀元前331年の執政官マルクス・クラウディウス・マルケッルス、紀元前287年の執政官を務めたマルクス・クラウディウス・マルケッルスとは兄弟である。子孫に関しては不明ではあるが、第一次ポエニ戦争の発端となった、紀元前264年のメッセネの戦いで戦死したトリブヌス・ミリトゥム（高級士官）のガイウス・クラディウスはカニナの息子である可能性がある。

## 経歴
紀元前285年にマルクス・アエミリウス・レピドゥスと共に執政官に就任したが、この任期中には特筆すべきことはなかった。
紀元前273年に二度目の執政官に就任。同僚執政官はガイウス・ファビウス・ドルソ・リキヌスであった。ローマの脅威であったエペイロス王ピュロスはギリシアに去ったが、カニナはピュロスと同盟していたルカニア、サムニウム、ブルティウム、クィリナリアに勝利し、凱旋式を実施している。また、コサ（en）とパエストゥムに植民都市を建設した。また、プトレマイオス朝エジプトへの使節団が派遣され、友好条約を締結している。
それ以降のカニナの経歴は不明である。

## 参考資料
- Thomas Robert Shannon Broughton : The Magistrates of the Roman Republic . Volume 1, New York 1951, p. 186, 196f.
- Friedrich Münzer : Claudius 98 . In: Paulys Realencyclopädie der classischen Altertumswissenschaft (RE). Volume III, 2, Stuttgart 1899, Sp. 2692 (with corrective supplement).